# Petronell-Carnuntum
Petronell-Carnuntum ist eine Marktgemeinde mit 1260 Einwohnern (Stand 1. Jänner 2025) im niederösterreichischen Bezirk Bruck an der Leitha.

## Geografie
Petronell-Carnuntum liegt im Industrieviertel in Niederösterreich. Die Gemeinde liegt größtenteils am rechten Ufer der Donau südwestlich von Hainburg an der Donau, 182 Meter über dem Meeresspiegel. Die Fläche der Marktgemeinde umfasst 25,37 Quadratkilometer. Davon sind 49 Prozent landwirtschaftliche Nutzfläche, 31 Prozent sind bewaldet und 12 Prozent entfallen auf die Donau.

### Gemeindegliederung
Die Ortschaft Petronell und das ehemalige römische Militär- und Zivillager befinden sich südlich der Donau. Das kleinere Gemeindegebiet nördlich der Donau liegt südlich der Ortschaft Stopfenreuth und ist ohne Ortschaft ein Teil vom Nationalpark Donau-Auen.

### Nachbargemeinden
| Eckartsau (Gänserndorf) | Engelhartstetten (Gänserndorf)              | Hainburg              |
| Scharndorf              | Kompassrose, die auf Nachbargemeinden zeigt | Bad Deutsch-Altenburg |
| Höflein                 | Rohrau                                      |                       |

## Geschichte

Petronell (oben) und der nördliche Teil der Kuruzzenschanze (Alte Schanze) um 1873 im Aufnahmeblatt der Landesaufnahme

Die Ursprünge der Siedlung gehen auf ein römisches Militärlager zurück, das der spätere Kaiser Tiberius im Jahre 6 n. Chr. als Winterlager errichtete. Carnuntum entwickelte sich im Anschluss zwischen dem 1. und 4. Jahrhundert n. Chr. zu einer Großstadt an der nördlichen Grenze des Römischen Reichs.
Durch die militärisch wichtige Lage zur Grenzsicherung und die Nähe zu großen Handelsrouten wurde Carnuntum bedeutend, so dass es zu Beginn des 2. Jahrhunderts zur Hauptstadt der Provinz Oberpannonien avancierte, die in ihrer Blüte etwa 50.000 Einwohner zählte. Neben dem Legionslager und der umgebenden Lagerstadt entwickelte sich so außerhalb der militärischen Zone eine florierende Zivilstadt. Teile der Stadt sind heute im archäologischen Kulturpark „Römerstadt Carnuntum“ als rekonstruierte Häuser zu besichtigen.
Im 4. Jahrhundert verwüstete ein schweres Erdbeben die Stadt. Von diesem Schlag konnte sich Carnuntum nicht mehr erholen. Die Reduzierung der Grenztruppen und die Auswirkungen der Völkerwanderung leiteten schließlich den Niedergang der römischen Stadt ein. Im 5. Jahrhundert wurde Carnuntum endgültig aufgegeben.
Auch nach dem Ende des römischen Imperiums ist – trotz Fehlens von schriftlichen Überlieferungen – die Kontinuität als Siedlungs- und Handelsplatz durch zahlreiche archäologische Funde nachzuweisen. Der Name Carnuntum wird zum letzten Mal während der Zeit Karls des Großen genannt.
In der zweiten Hälfte des 11. Jahrhunderts entwickelte sich hier eine Siedlung, der im Jahr 1142 das Marktrecht verliehen wurde. Damit zählt Petronell-Carnuntum zu den ältesten Marktgemeinden in Niederösterreich.
Der Ortsname Petronell geht auf das relativ seltene Patrozinium Sancta Petronilla zurück. Einer Überlieferung nach hat Karl der Große anlässlich seines Awarenfeldzuges in den ehemaligen Römerstädten Vindobona und Carnuntum Kirchen für seinen Schutzheiligen St. Petrus und dessen (vermeintliche) Tochter Sta. Petronilla errichten lassen. Eine andere Theorie besagt, dass die Namensgebung auf die Gemahlin von Kaiser Heinrich III., Agnes von Poitou, zurückgeht, die 1056 – unmittelbar nach dem Tod ihres Mannes und dem Antritt ihrer Regentschaft – das Grenzland zu Ungarn bereist hat. Sie war als große Verehrerin der heiligen Petronilla bekannt. Agnes wurde 1077 an der Seite der Heiligen in Rom beigesetzt. Auf diese Tatsachen gestützt, vermutet man, dass die Grafen von Vohburg (Diepoldinger-Rapotonen) ihrer Lehensherrin die Kirche Sta. Petronilla errichten ließen. Petronilla ist die Schutzpatronin der Stadt Rom. Sie ist auch die Schutzheilige gegen Gicht, Fieber und Rheuma, die in den Schwefelquellen von Bad Deutsch-Altenburg behandelt werden.
1142 wurde Petronell aus dem Besitz der Grafen von Vohburg an Hugo von Liechtenstein, dem Stammvater des Hauses Liechtenstein übergeben. Er ist der Erbauer der Burg Liechtenstein bei Mödling und Begründer des Hauses Liechtenstein. Unter seinem Enkel existierte im späten 12. Jahrhundert eine Seitenlinie Petronell-Liechtenstein. Zu dieser Zeit wurde die Rundkapel Petronell erbaut. Ab 1306 folgten verschiedene Grundherren.
Im Jahr 1656 erwarb Graf Ernst von Abensperg und Traun die Herrschaft Petronell durch Heirat. Die Herrschaft Petronell als Verwaltungseinheit des Staates hatte auch die Gerichtsbarkeit inne. Die Familie Abensperg und Traun ist heute noch durch den Besitz der Rundkirche und des barocken Schüttkastens und als Förderer der Pfarreinrichtungen mit der Marktgemeinde Petronell-Carnuntum verbunden.
Der rechte Nebenarm der Donau in der Petroneller Au wurde im Zuge der großen Donauregulierung Ende des 19. Jahrhunderts vom Hauptstrom abgetrennt. Nur bei Hochwasser findet an wenigen Tagen im Jahr eine Durchströmung statt. Durch stetige Verlandung ging ökologischer Lebensraum im Augebiet verloren. Der Nationalpark Donau-Auen, EVN Wasser und viadonau beabsichtigen eine Renaturierung mit Baubeginn 2026. Durch Aufgrabungen soll mehr Wasser in das Nebenarmsystem fließen. Das fördert das Aufkommen strömungsliebender Fischarten und die Speisung des Grundwasserbegleitstroms.
Seit 1966 führt die Gemeinde offiziell den Namen Petronell-Carnuntum.

### Niederösterreichische Landesausstellung 2011
Unter dem Titel „Erobern - Entdecken - Erleben im Römerland Carnuntum“ fand 2011 die Niederösterreichische Landesausstellung in drei Standortgemeinden Petronell-Carnuntum, Bad Deutsch-Altenburg und Hainburg an der Donau statt. Anlässlich dieser Landesausstellung wurde ein Besucherzentrum nach den Plänen des Architektenbüros Gallister errichtet sowie ein Parkplatz für etwa 340 PKWs und 22 Busse. Mit 554.438 Besuchern war sie die zweiterfolgreichste Ausstellung der Geschichte der NÖ Landesausstellungen.

### Einwohnerentwicklung
In den Jahren 1991 bis 2001 waren sowohl die Geburtenbilanz als auch die Wanderungsbilanz negativ. Danach war die Zuwanderung stärker als die negative Geburtenbilanz.
| Petronell-Carnuntum: Einwohnerzahlen von 1869 bis 2025 | Petronell-Carnuntum: Einwohnerzahlen von 1869 bis 2025 | Petronell-Carnuntum: Einwohnerzahlen von 1869 bis 2025 | Petronell-Carnuntum: Einwohnerzahlen von 1869 bis 2025 | Petronell-Carnuntum: Einwohnerzahlen von 1869 bis 2025 |
| ------------------------------------------------------ | ------------------------------------------------------ | ------------------------------------------------------ | ------------------------------------------------------ | ------------------------------------------------------ |
| Jahr                                                   |                                                        |                                                        |                                                        | Einwohner                                              |
| 1869                                                   | 1869                                                   |                                                        | 834                                                    | 834                                                    |
| 1880                                                   | 1880                                                   |                                                        | 898                                                    | 898                                                    |
| 1890                                                   | 1890                                                   |                                                        | 971                                                    | 971                                                    |
| 1900                                                   | 1900                                                   |                                                        | 954                                                    | 954                                                    |
| 1910                                                   | 1910                                                   |                                                        | 1.072                                                  | 1.072                                                  |
| 1923                                                   | 1923                                                   |                                                        | 1.180                                                  | 1.180                                                  |
| 1934                                                   | 1934                                                   |                                                        | 1.163                                                  | 1.163                                                  |
| 1939                                                   | 1939                                                   |                                                        | 1.137                                                  | 1.137                                                  |
| 1951                                                   | 1951                                                   |                                                        | 1.256                                                  | 1.256                                                  |
| 1961                                                   | 1961                                                   |                                                        | 1.214                                                  | 1.214                                                  |
| 1971                                                   | 1971                                                   |                                                        | 1.236                                                  | 1.236                                                  |
| 1981                                                   | 1981                                                   |                                                        | 1.241                                                  | 1.241                                                  |
| 1991                                                   | 1991                                                   |                                                        | 1.202                                                  | 1.202                                                  |
| 2001                                                   | 2001                                                   |                                                        | 1.158                                                  | 1.158                                                  |
| 2011                                                   | 2011                                                   |                                                        | 1.192                                                  | 1.192                                                  |
| 2021                                                   | 2021                                                   |                                                        | 1.279                                                  | 1.279                                                  |
| 2025                                                   | 2025                                                   |                                                        | 1.260                                                  | 1.260                                                  |
| Quelle(n): Statistik Austria, Gebietsstand 1.1.2021    |                                                        |                                                        |                                                        |                                                        |

## Kultur und Sehenswürdigkeiten

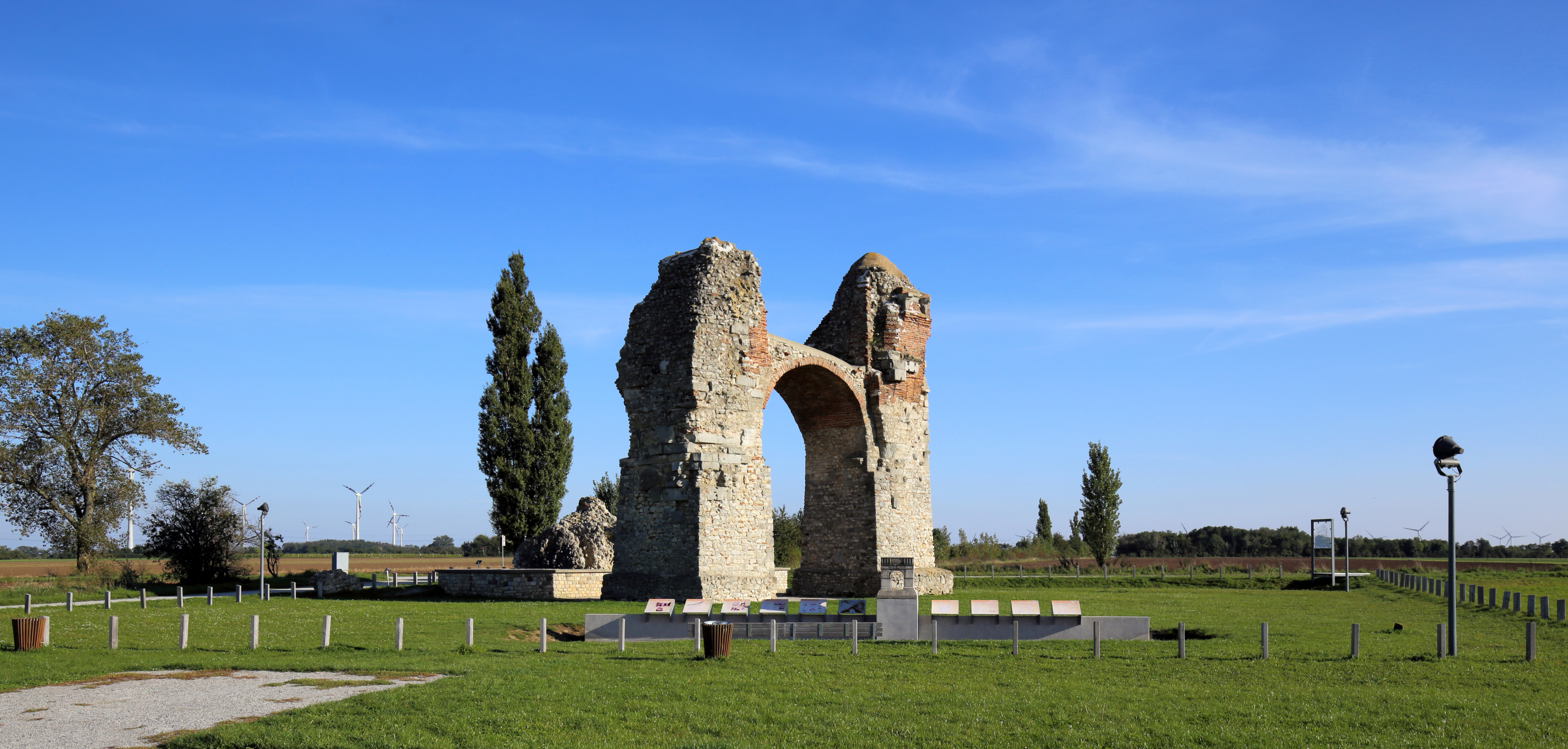
Nordwestansicht des Heidentors

Die wesentlichste Sehenswürdigkeit des Ortes sind die Reste der römischen Stadt Carnuntum.
Sehenswert darüber hinaus:

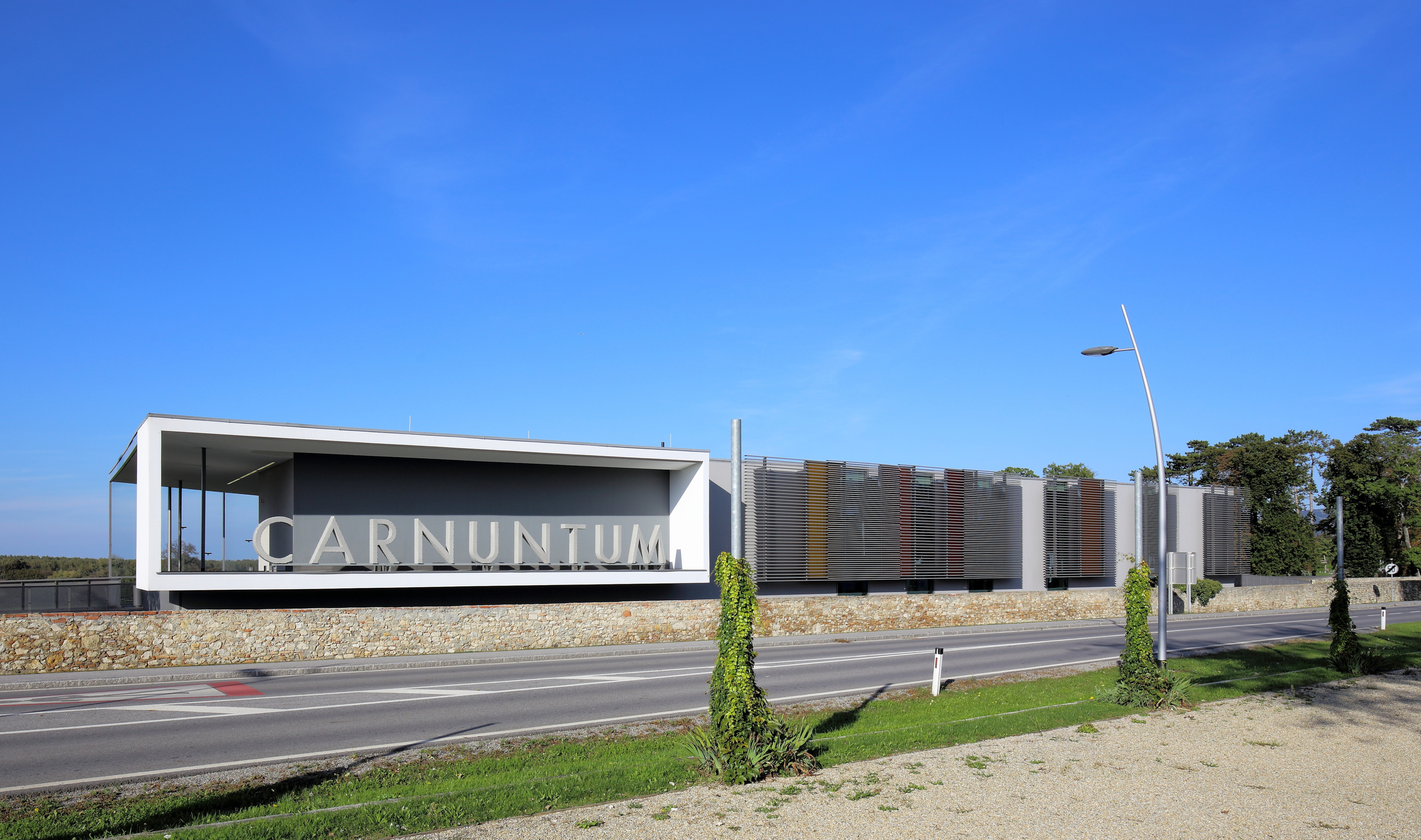
Besucherzentrum des Freilichtmuseums

- Römisches Stadtviertel: Standort der Römerstadt Carnuntum, ein im südwestlichen Teil der ehemaligen römischen Zivilstadt gelegenes Viertel, das mit den Mitteln der experimentellen Archäologie weltweit einzigartig am Originalstandort rekonstruiert wurde. In den voll funktionsfähigen Häusern – Große römische Therme, Villa urbana (römisches Stadtpalais), Haus des Lucius, Haus des Ölhändlers – finden die Besucher die römischen Häuser exakt wie von 1.700 Jahren vor. Das römische Stadtviertel war 2011 Schauplatz der Niederösterreichischen Landesausstellung.
- Katholische Pfarrkirche Petronell-Carnuntum, hl. Petronilla: Romanische Saalkirche, erbaut 1. Hälfte des 13. Jahrhunderts. Seitenschiff, die so genannte Floriani-Kapelle Mitte des 15. Jahrhunderts. 1717 Errichtung des Hochaltars durch Franz Anton Graf von Abensperg und Traun. Orgel aus dem Jahre 1842 vom Wiener Orgelbauer Josef Loyp. Das Hauptaltarbild zeigt die hl. Petronilla, die von Petrus geheilt wird.
- Rundkirche Petronell, hl. Johannes der Täufer: Die Rundkirche oder auch Johanneskapelle genannt, ist ein in der Zweiten Hälfte des 12. Jahrhunderts erbautes romanisches Bauwerk. Es ist erstmals 1436 urkundlich erwähnt und wird möglicherweise dem Johanniterorden als Stützpunkt zuzuordnen sein. Es wurde in den folgenden Jahrhunderten (Türkenkriegen) oftmals besch#ädigt und immer wieder vor dem Verfall gerettet. Anfang des 18. Jahrhunderts wurde durch den Grafen Ernst Josef von Abensperg und Traun die heute noch benützte Familiengruft der Petroneller Linie des Geschlechtes Abensperg und Traun eingebaut.
- Schloss Petronell nach den Besitzern auch Schloss Traun genannt: Das ehemals im 14. Jahrhundert auf den Überresten der Stadt Carnuntum als Verteidigungsanlage erbaute Burgschloss wurde zwischen 1660 und 1667 durch den Baumeister Domenico Carlone (um 1615–1679) im Auftrag des Grafen Ernst von Abensperg und Traun im Stil des Frühbarock errichtet.
- Heidentor: Das Heidentor ist ein Quadrifrons, ein Monument mit doppelten Durchgängen über vier Pfeilern und wurde vermutlich im Regierungsjahr von Kaiser Constantius II. (351–361 n. Chr.) errichtet. Es ist das Wahrzeichen von Petronell-Carnuntum.
- Amphitheater der Zivilstadt: Das Amphitheater der Zivilstadt lag außerhalb der antiken Stadtmauern und wurde Ende des 2. Jahrhunderts n. Chr. errichtet. Die Arena war beiderseits der Tore von 25 Meter breiten Tribünen umgeben, die etwa 13.000 Besucher Platz boten.
- Dreifaltigkeitssäule: Die 1688 von Otto Ehrenreich I. Graf von Abensperg und Traun gestiftete Dreifaltigkeitssäule steht auf dem Hauptplatz. Die Gesamtkomposition stammt vom Bildhauer Giovanni Giuliani.
- Annakapelle, h. Anna: Barocker kreuzförmiger Bau, 1744 errichtet. Heute Aufbahrungshalle.
- Mautmanderln: Direkt an der Ortsdurchfahrt, etwas östlich vom Hauptplatz entfernt gelegen, befinden sich die Reste des ehemaligen östlichen Markttores, dem Ungartor. Hier sind noch die Pfeiler erhalten. Diese zieren links und rechts je eine Steinfigur von gedrungener Gestalt, bekleidet mit einer Amtsrobe – die sogenannten Mautmanderln.

Museen
- Römerstadt Carnuntum[8]
- Museum Auxiliarkastell[9]

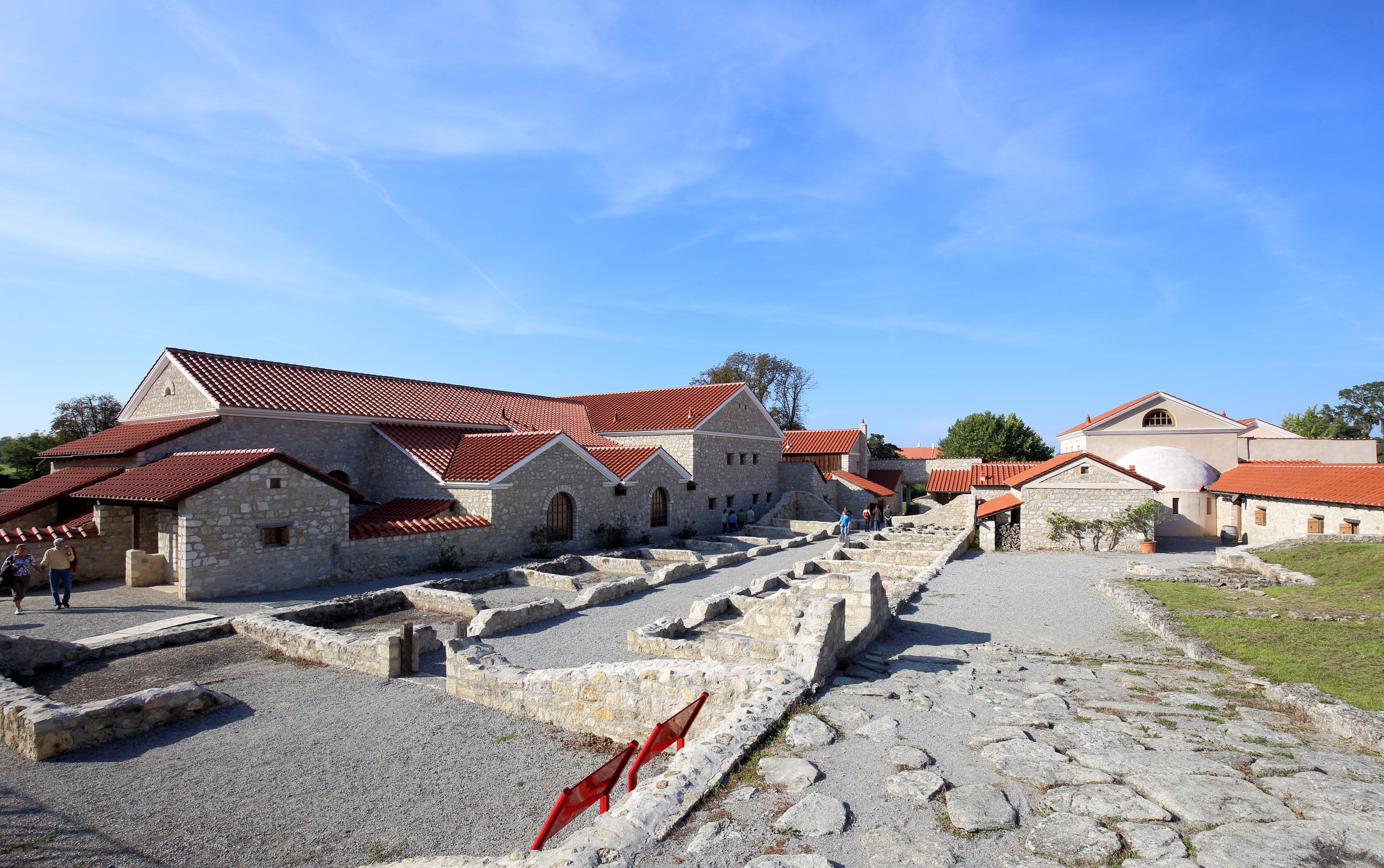
Römerstadt Carnuntum
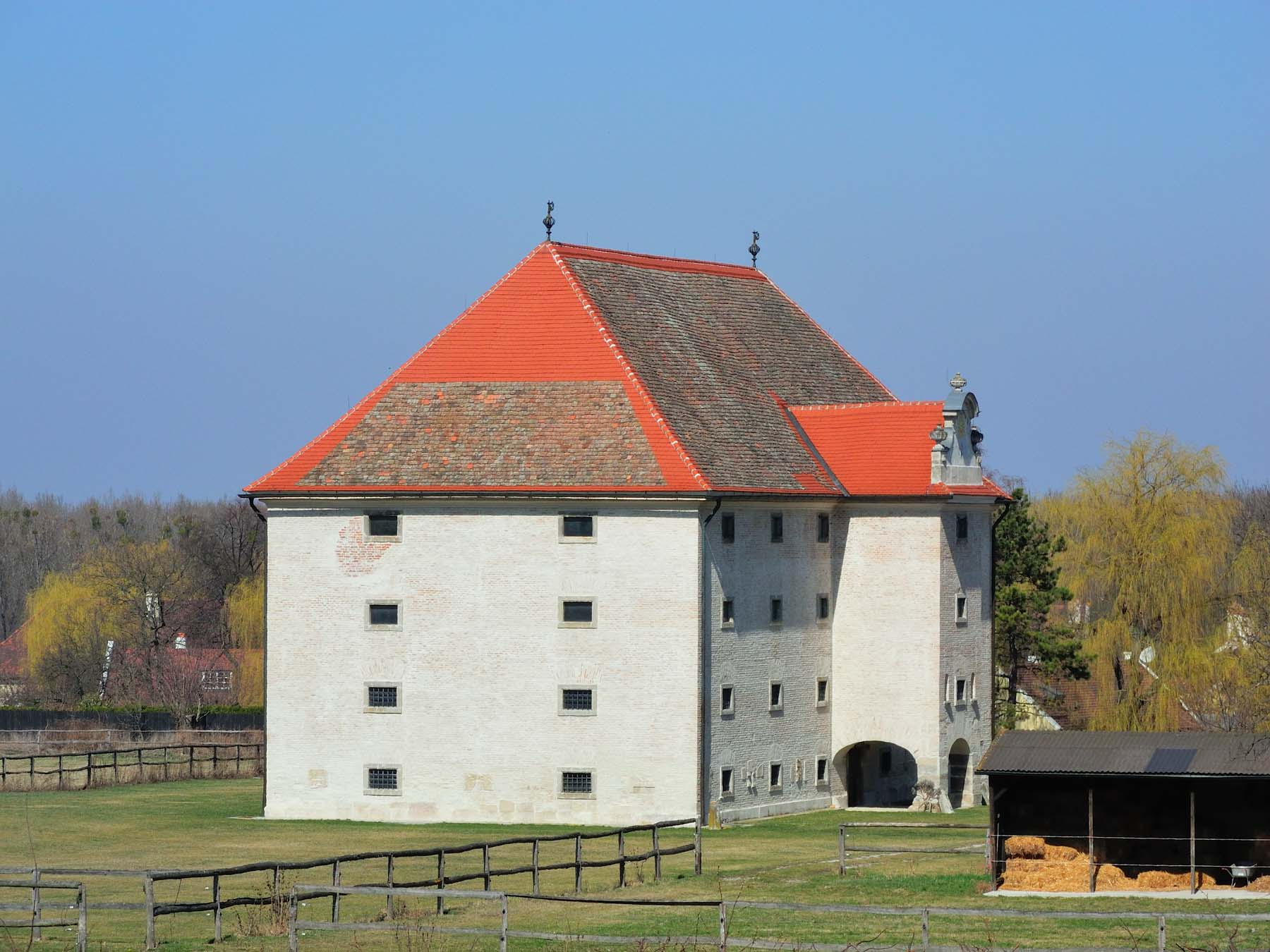
Schüttkasten (1774 auf römischen Resten mit römischen Ziegeln errichtet)
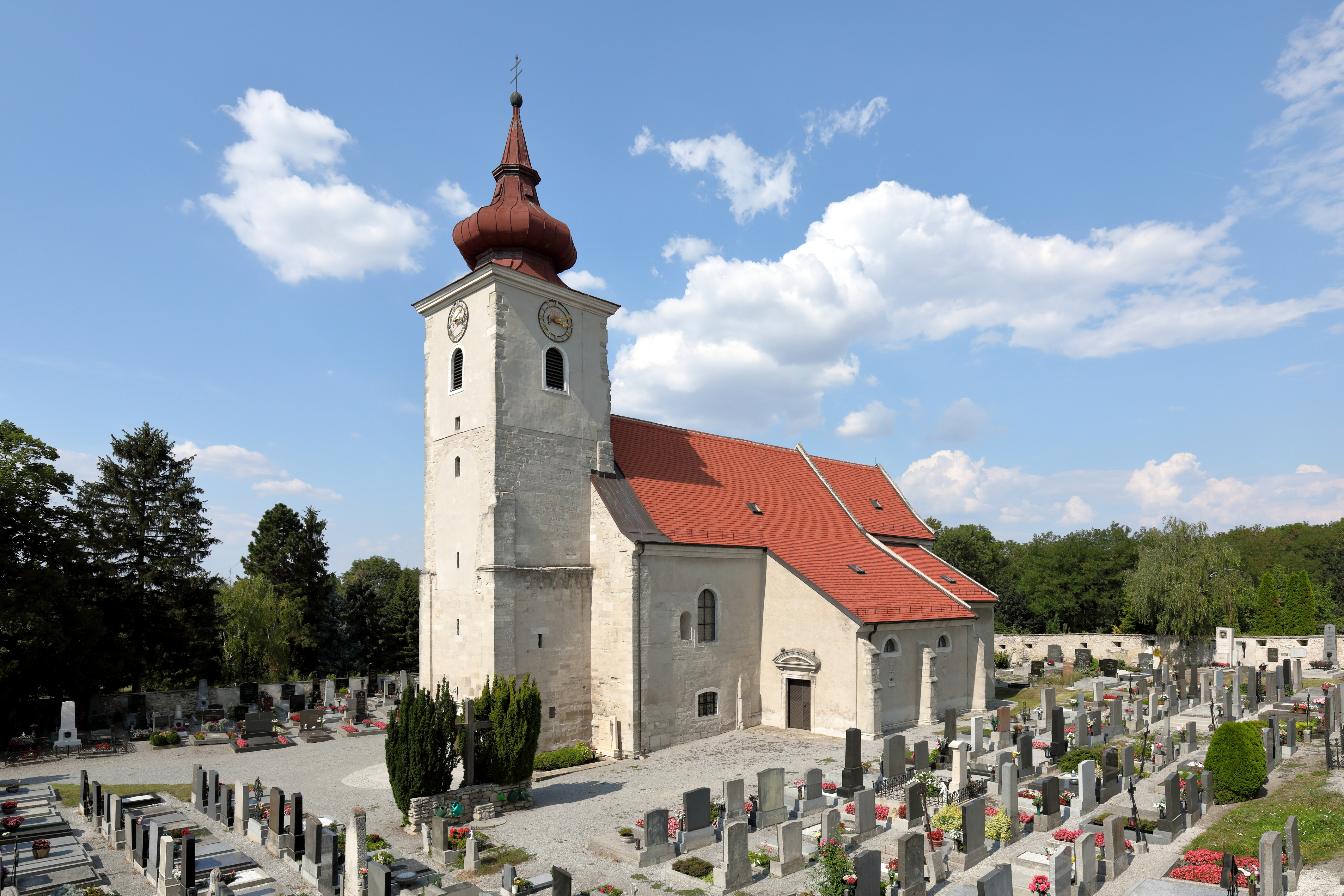
Pfarrkirche Petronell-Carnuntum
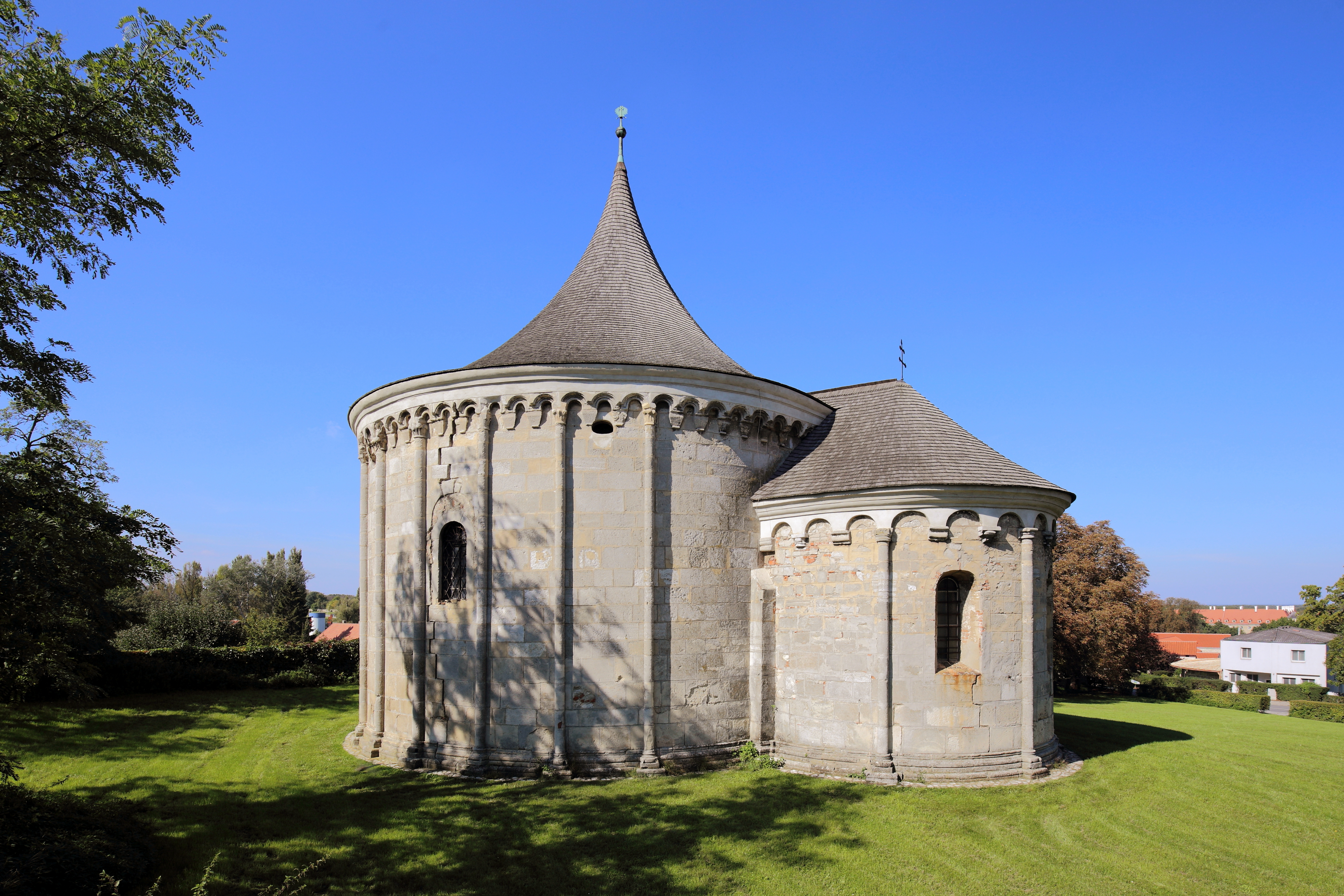
Rundkirche Petronell
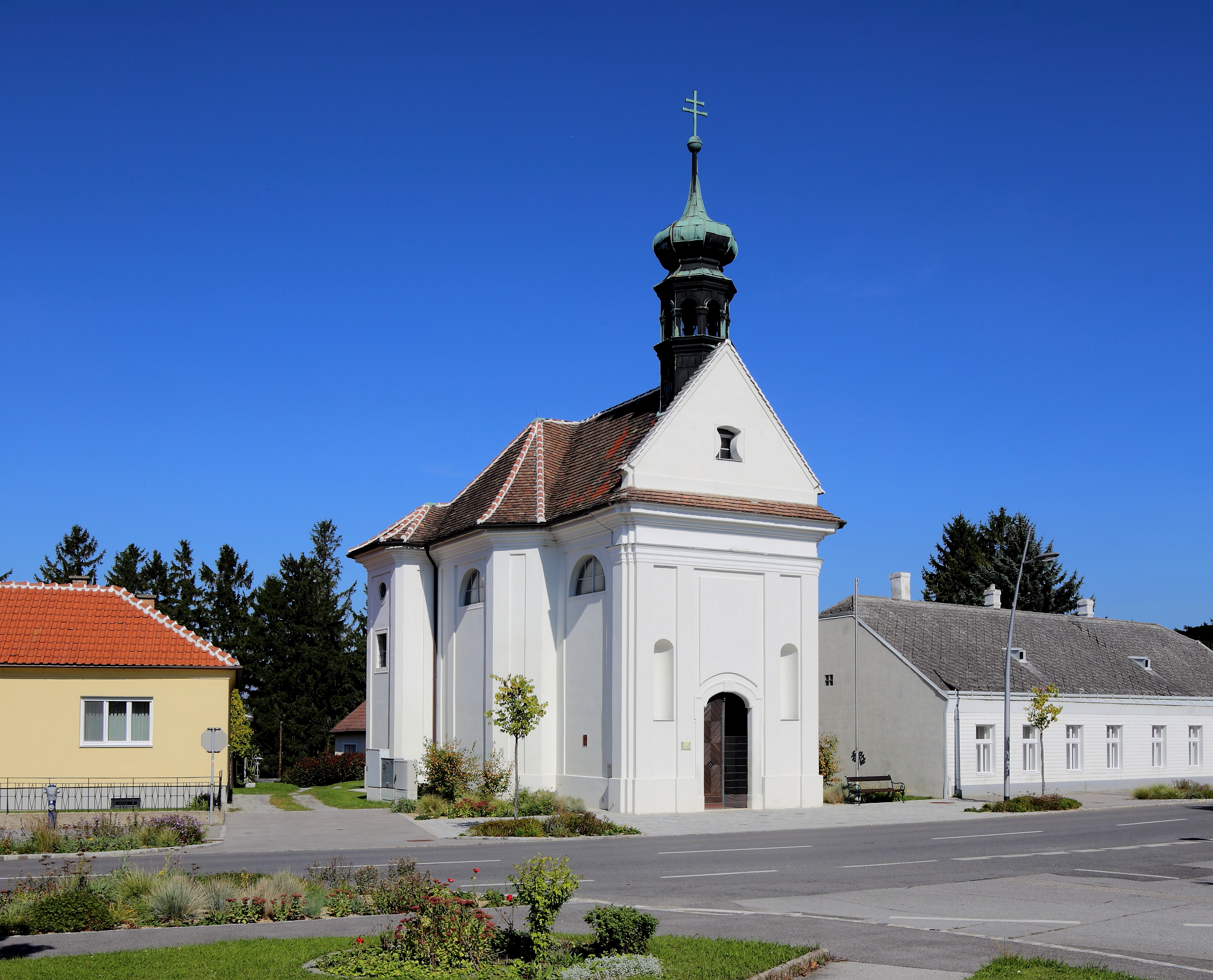
Kapelle Hl. Anna (1744)
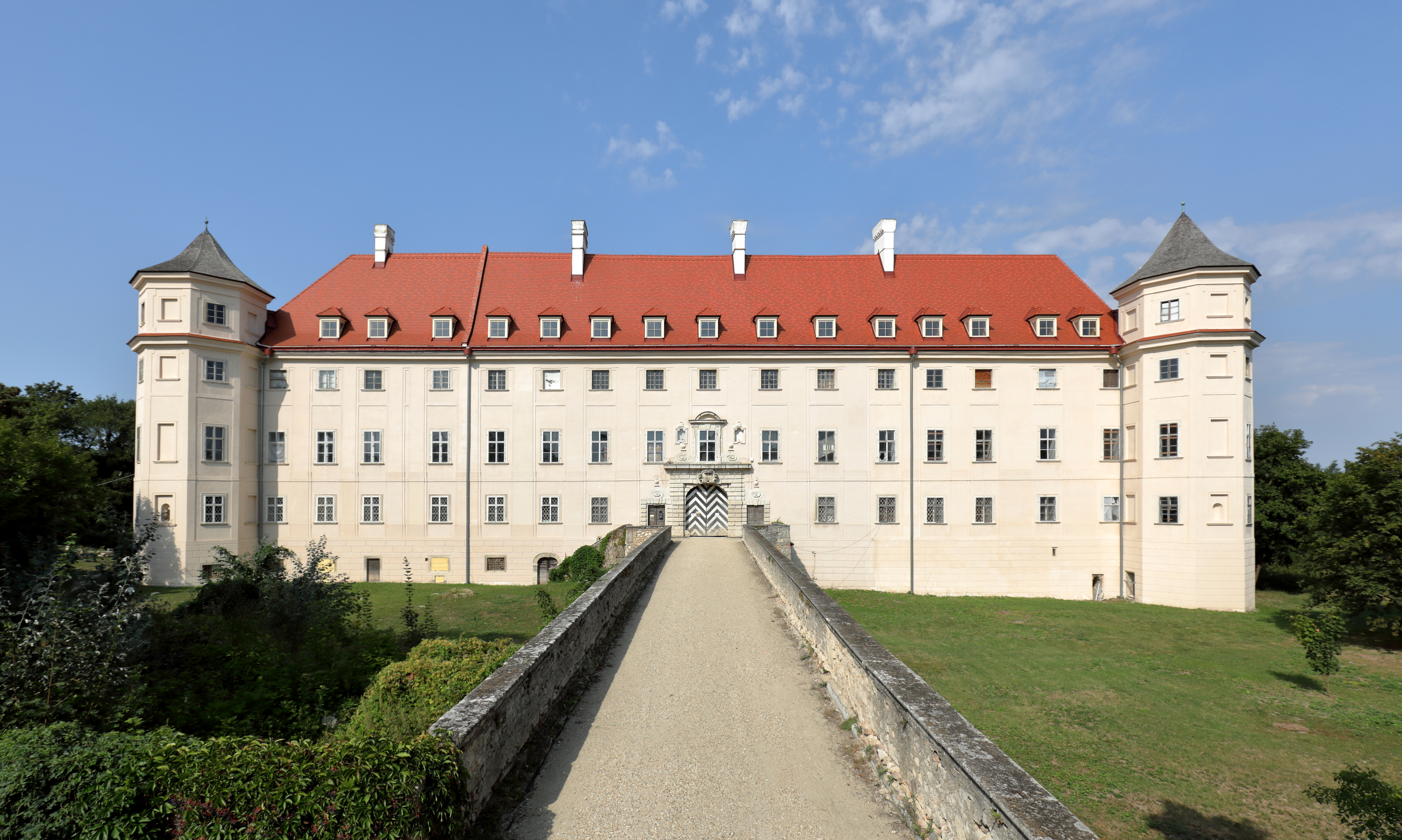
Schloss Petronell
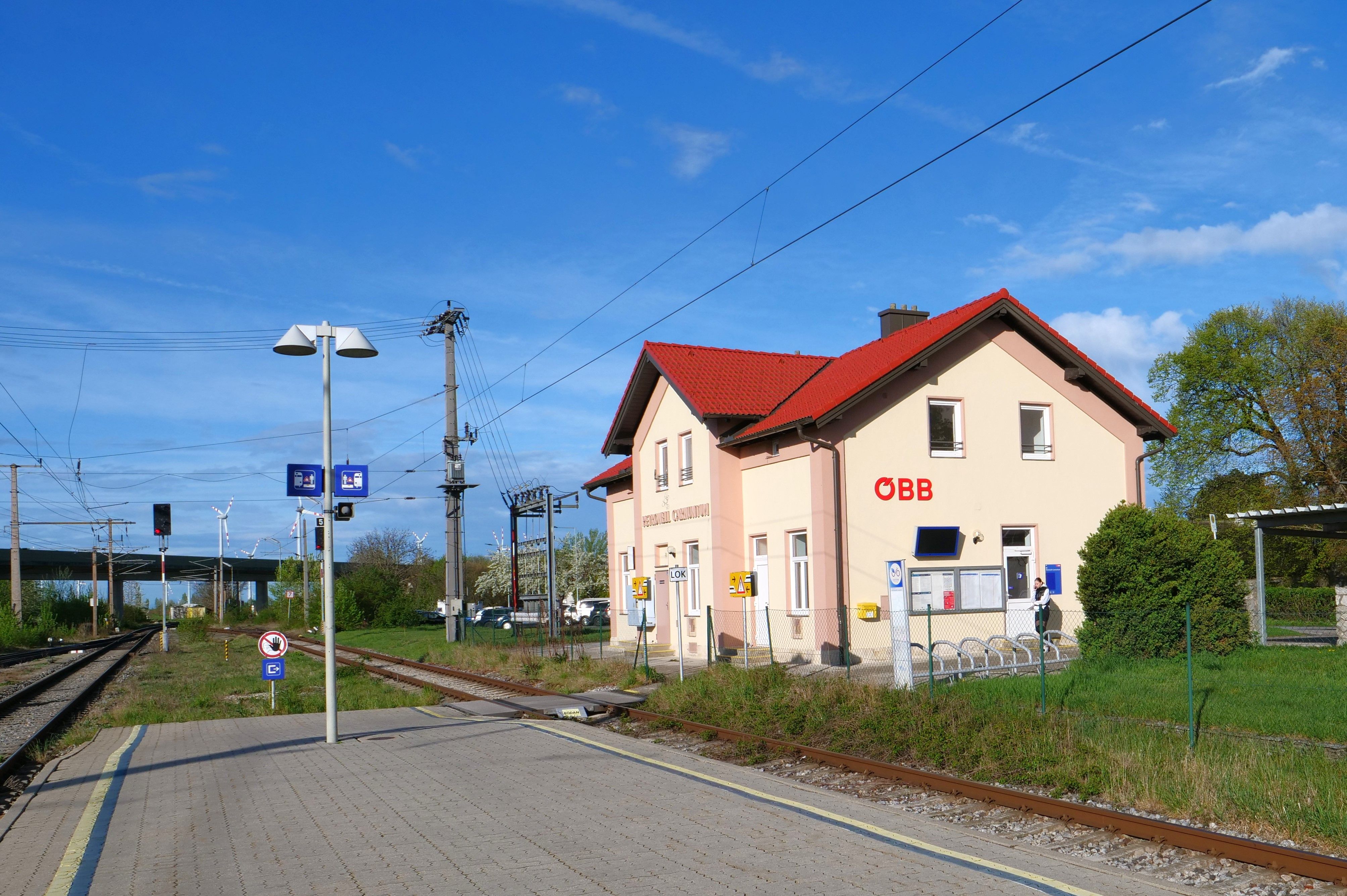
Bahnhof Petronell-Carnuntum

Römerstadtaspekte
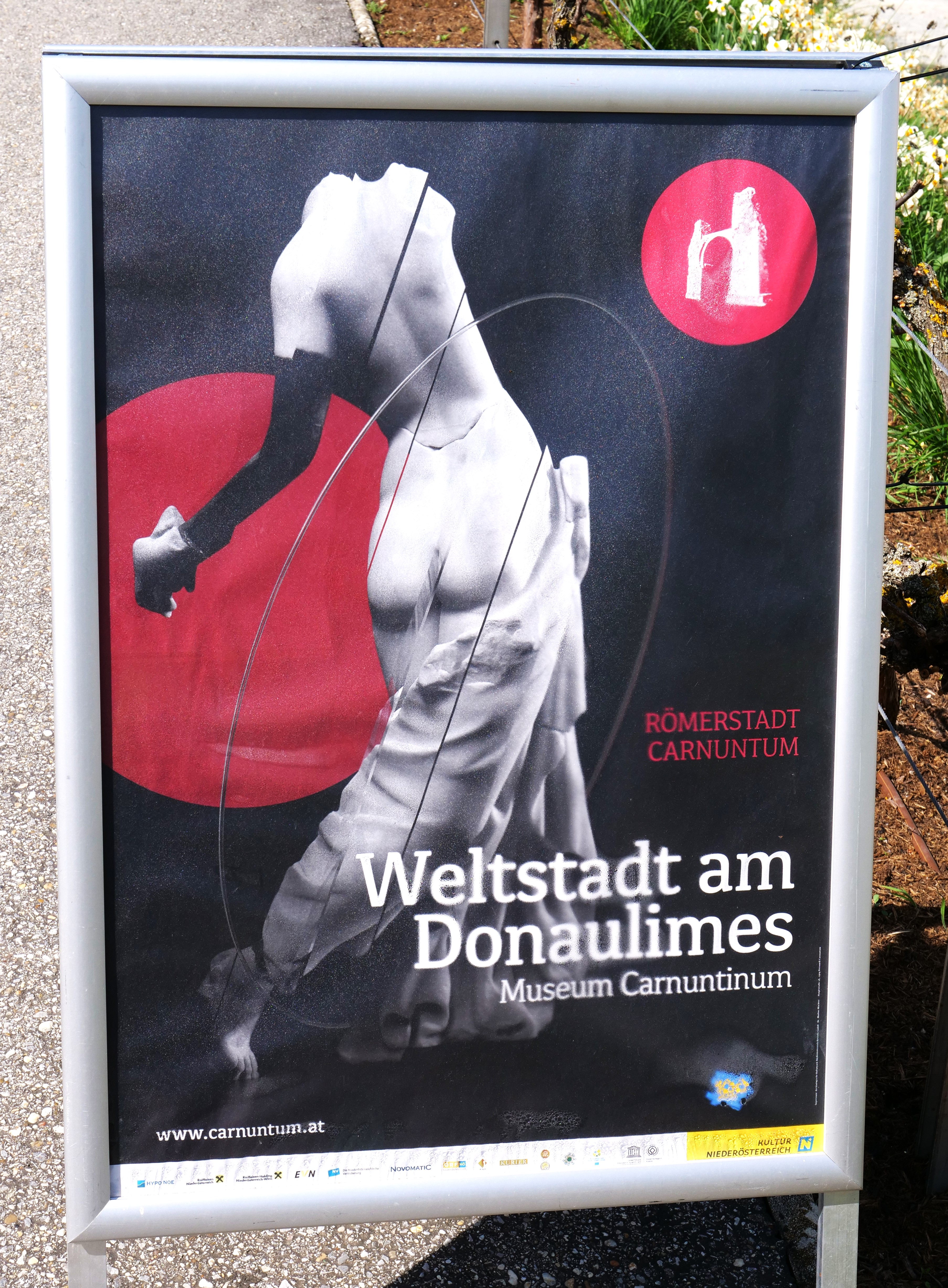
Plakatwerbung, April 2024
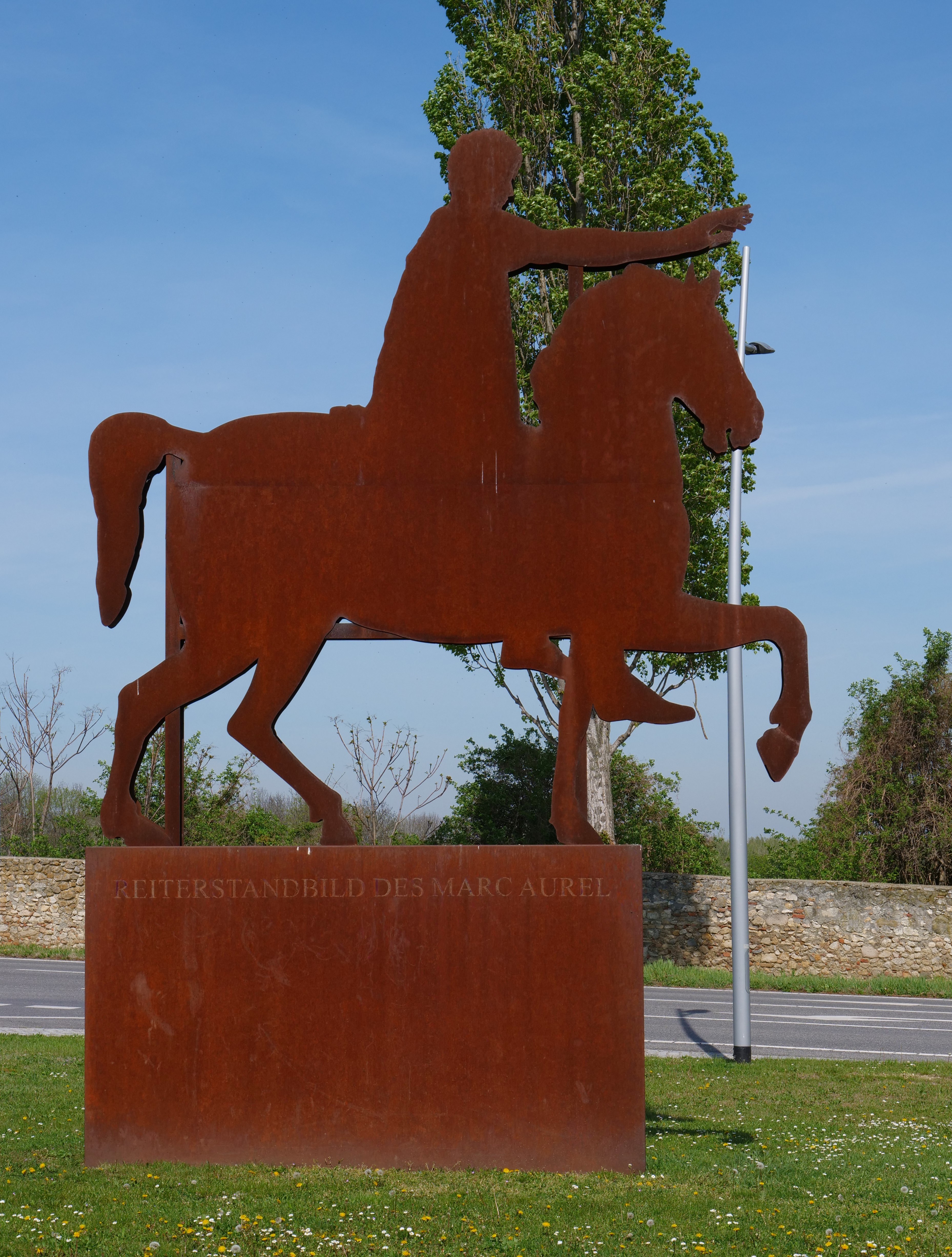
Reiterstandbild Marc Aurel als Wegweiser zur Ausgrabung
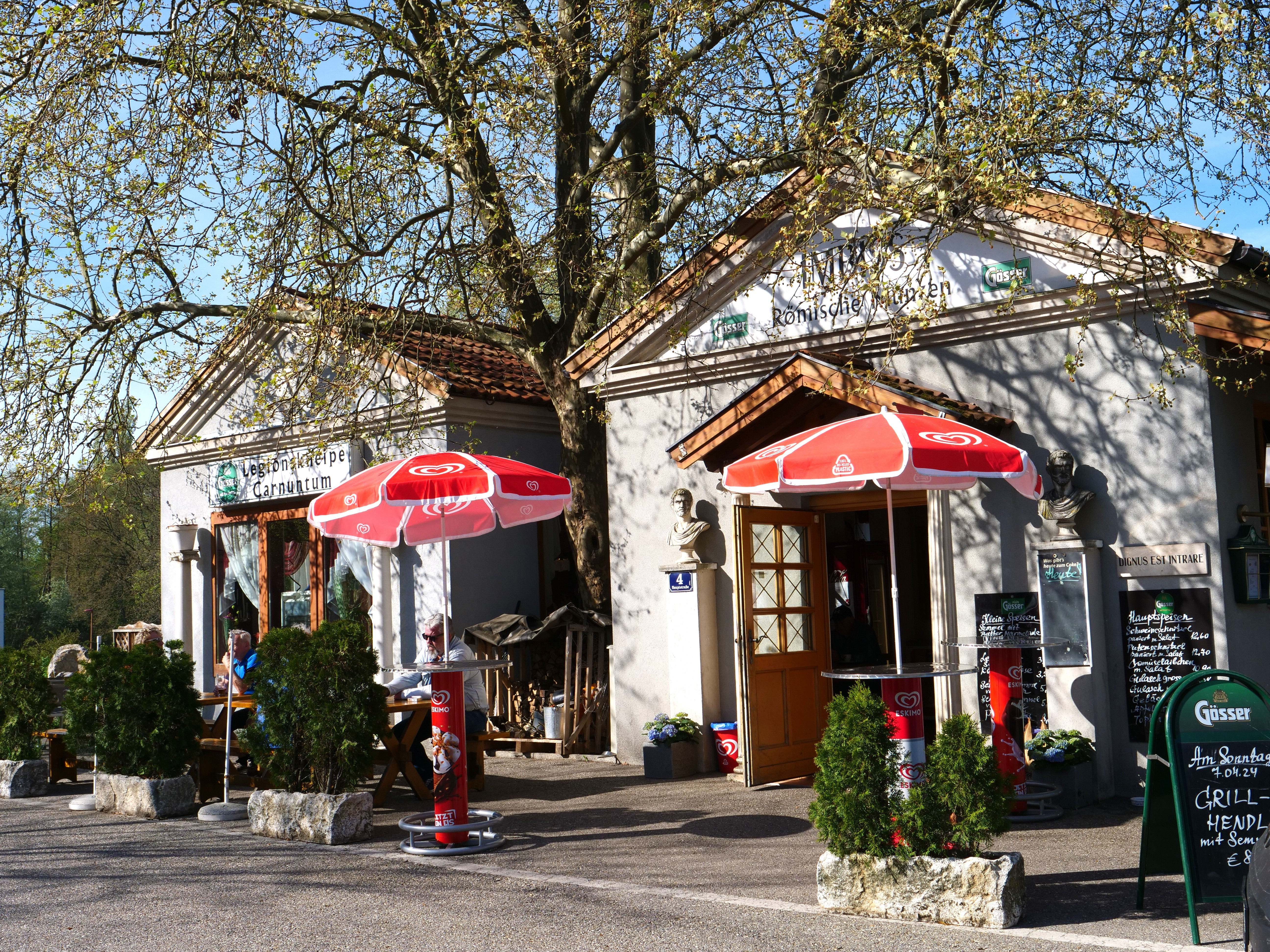
Restaurationsbetrieb gegenüber dem Ausgrabungsgelände
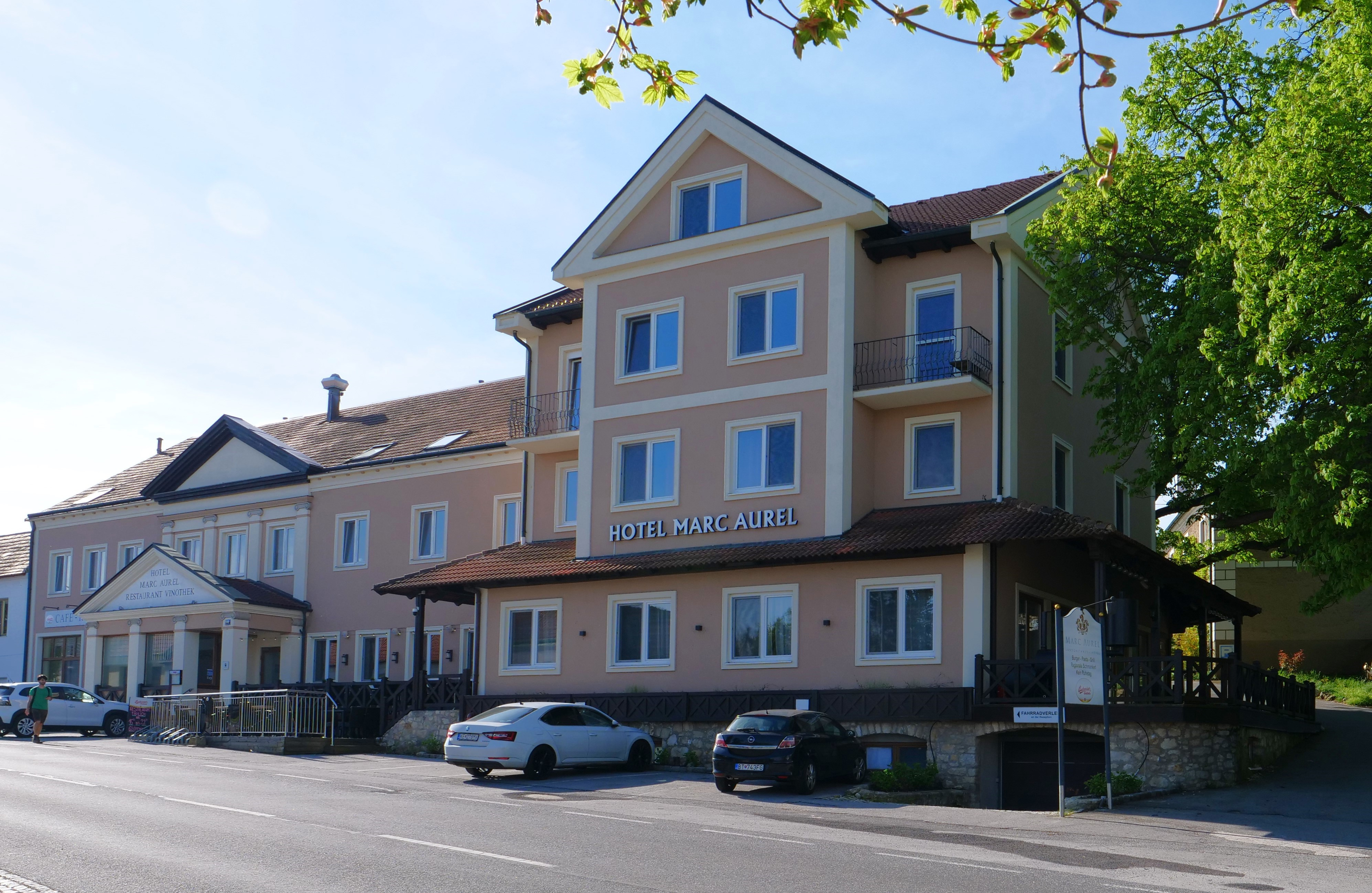
Hotel Marc Aurel nahe dem Ausgrabungsgelände

## Wirtschaft und Infrastruktur
Nichtlandwirtschaftliche Arbeitsstätten gab es im Jahr 2001 51, land- und forstwirtschaftliche Betriebe nach der Erhebung 1999 29. Die Zahl der Erwerbstätigen am Wohnort betrug nach der Volkszählung 2001 514. Die Erwerbsquote lag 2001 bei 45,16 Prozent.

### Bildung
In der Gemeinde befindet sich ein Kindergarten und eine Volksschule.

## Politik

### Gemeinderat
Der Gemeinderat hat 19 Mitglieder.
- Nach den Gemeinderatswahlen in Niederösterreich 1990 hatte der Gemeinderat folgende Verteilung: 11 SPÖ, 5 ÖVP und 3 Bürgerliste Petronell.
- Nach den Gemeinderatswahlen 1994 hatte der Gemeinderat folgende Verteilung: 10 SPÖ, 5 ÖVP und 4 Bürgerliste Petronell.
- Nach den Gemeinderatswahlen in Niederösterreich 1995 hatte der Gemeinderat folgende Verteilung: 8 SPÖ, 7 ÖVP und 4 Bürgerliste Petronell.[12]
- Nach den Gemeinderatswahlen in Niederösterreich 2000 hatte der Gemeinderat folgende Verteilung: 12 ÖVP, 5 SPÖ und 2 Bürgerliste Petronell.[13]
- Nach den Gemeinderatswahlen in Niederösterreich 2005 hatte der Gemeinderat folgende Verteilung: 10 ÖVP und 9 SPÖ.[14]
- Nach den Gemeinderatswahlen in Niederösterreich 2010 hatte der Gemeinderat folgende Verteilung: 11 ÖVP, 7 SPÖ und 1 FPÖ.[15]
- Nach den Gemeinderatswahlen in Niederösterreich 2015 hatte der Gemeinderat folgende Verteilung: 9 ÖVP, 9 SPÖ und 1 FPÖ.[16]
- Nach den Gemeinderatswahlen in Niederösterreich 2020 hatte der Gemeinderat folgende Verteilung: 11 SPÖ und 8 ÖVP.[17]
- Nach den Gemeinderatswahlen in Niederösterreich 2025 hat der Gemeinderat folgende Verteilung: 9 ÖVP, 9 SPÖ und 1 FPÖ.[18]

### Bürgermeister
- 1947–1948 Franz Braun (SPÖ)
- 1948–1953 Anton Glaser (SPÖ)
- 1953–1983 Viktor Schneider (SPÖ)
- 1983–1995 Viktor Schneider jun. (SPÖ)
- 1995–2004 Sven Ladek (ÖVP)
- 2004–2017 Ingrid Scheumbauer (ÖVP)
- 2017–2025 Martin Almstädter (SPÖ)
- seit 2025 Leonard Brassat (ÖVP)[19]

### Wappen
Zum 900-jährigen Bestehen Petronells im Jahr 1958 verlieh die Landesregierung Niederösterreichs der Marktgemeinde ein Marktwappen. Die dazugehörende Marktfahne ist in den Farben Blau-Weiß gehalten und trägt in der Mitte das neue Wappen: in blauem Schild das weiße Heidentor auf grünem Grund.

## Persönlichkeiten

### Ehrenbürger der Gemeinde
Ehrenbürger von Petronell-Carnuntum sind:
- 1950: Josef Grubmüller, Oberlehrer und Verfasser der Ortschronik
- 1950: Karl Renner, Bundespräsident
- 1970: Viktor Schneider, Politiker
- 2012: Petra Bohuslav, Managerin und ehemalige Politikerin
- 2017: Franz Humer, Archäologe[22]

### Ehrenringträger der Gemeinde
Die ersten Ehrenringe der Marktgemeinde wurden anlässlich der 900-Jahr-Feier im Jahre 1958 im Schloss Petronell an Persönlichkeiten der Landespolitik und in weiterer Folge an Personen verliehen, die sich um die Marktgemeinde durch ihr Wirken besondere Verdienste erworben haben.

### Söhne und Töchter der Gemeinde
- Toni Fritsch (1945–2005), Fußballspieler und American Football Spieler
- Hans Feodor von Milde (1821–1899), Opernsänger
- Georg Muestinger (vor 1400–1442), Propst von Stift Klosterneuburg, Diplomat und Astronom
- Viktor Schneider (1910–2005), Politiker